# Joe Seneca
Pour les articles homonymes, voir Seneca.
Joel Seneca McGhee Jr., dit Joe Seneca — né le 14 janvier 1919 à Cleveland (Ohio), mort le 15 août 1996 à New York (État de New York) — est un acteur américain.

## Carrière
Au théâtre, Joe Seneca joue notamment à Broadway (New York) dans trois pièces, une adaptation du roman Des souris et des hommes de John Steinbeck (1974-1975, avec Kevin Conway et James Earl Jones), The Little Foxes de Lillian Hellman (1981, avec Elizabeth Taylor et Tom Aldredge), et enfin Ma Rainey's Black Bottom d'August Wilson (1984-1985, avec Charles S. Dutton et Theresa Merritt).
Au cinéma, il contribue à dix-sept films américains (ou en coproduction), depuis Les Pirates du métro de Joseph Sargent (1974, avec Walter Matthau et Robert Shaw) jusqu'à Le Droit de tuer ? de Joel Schumacher (avec Matthew McConaughey et Sandra Bullock), sorti le 24 juillet 1996, moins d'un mois avant sa mort.
Entretemps, mentionnons Le Verdict de Sidney Lumet (1982, avec Paul Newman et Charlotte Rampling), Silverado de Lawrence Kasdan (1985, avec Kevin Kline et Scott Glenn), Crossroads de Walter Hill (1986, avec Ralph Macchio et Jami Gertz), ainsi que Mississippi Masala de Mira Nair (1991, avec Denzel Washington et Sarita Choudhury).
À la télévision, Joe Seneca apparaît dans vingt-et-une séries entre 1976 et 1995, dont Spenser (un épisode, 1985), Matlock (un épisode, 1989) et New York, police judiciaire (un épisode, 1993).
S'ajoutent neuf téléfilms diffusés de 1977 à 1997, dont Colère en Louisiane de Volker Schlöndorff (1987, avec Louis Gossett Jr. et Richard Widmark).

## Théâtre à Broadway (intégrale)
- 1974-1975 : Des souris et des hommes (Of Mice and Men), adaptation du roman éponyme de John Steinbeck : Crooks
- 1981 : The Little Foxes de Lillian Hellman : Cal
- 1984-1985 : Ma Rainey's Black Bottom d'August Wilson : Cutler

## Filmographie partielle

### Cinéma
- 1974 : Les Pirates du métro (The Taking of Pelham One Two Three) de Joseph Sargent : un sergent de police
- 1977 : Wilma (film, 1977) :
- 1979 : Kramer contre Kramer (Kramer vs. Kramer) de Robert Benton : un fêtard
- 1982 : Le Verdict (The Verdict) de Sidney Lumet : Dr Thompson
- 1984 : L'Enfer de la violence (The Evil That Mden Do) de J. Lee Thompson : Santiago
- 1985 : Silverado de Lawrence Kasdan : Ezra Johnson
- 1986 : Crossroads de Walter Hill : Willie Brown
- 1987 : Big Shots de Robert Mandel : le passeur
- 1988 : School Daze de Spike Lee : Président McPherson
- 1988 : Le Blob (The Blob) de Chuck Russell : Dr Christopher Meddows
- 1990 : Mo' Better Blues de Spike Lee : un ami de Big Stop
- 1991 : Mississippi Masala de Mira Nair : Williben Williams
- 1992 : Malcolm X de Spike Lee : Toomer
- 1993 : Le Saint de Manhattan (The Saint of Fort Washington) de Tim Hunter : Spits
- 1996 : Le Droit de tuer ? (A Time to Kill) de Joel Schumacher : le révérend Isaiah Street

### Télévision
Séries
- 1985 : Spenser (Spenser: For Hire), saison 1, épisode 3 Le Choix (The Choice) de Richard A. Colla : Joe Adams
- 1986 : Histoires fantastiques (Amazing Stories), saison 1, épisode 18 Dorothy et Ben (Dorothy and Ben) de Thomas Carter : Ben Dumfy
- 1987 : Les Craquantes (The Golden Girls), saison 3, épisode 1 Les Vieux Amis (Old Friends) : Alvin Newcastle
- 1988 : Vendredi 13 (Friday the 13th), saison 2, épisode 2 The Voodoo Mambo de Timothy Bond : Hedley
- 1989 : Equalizer, saison 4, épisode 14 17 Code Zebra (17 Zebra) : Fossil
- 1989 : Matlock, saison 3, épisode 19 Le Blues inachevé (The Blues Singer) de Leo Penn : Eddie Haynes
- 1990 : China Beach, saison 3, épisode 18 Une musique dans la nuit (Skylark) : Ernie
- 1990 : Docteur Doogie (Doogie Howser, M.D.), saison 2, épisode 6 Doogie Sings the Blues d'Eric Laneuville : Otis Lemon
- 1993 : New York, police judiciaire (Law & Order), saison 4, épisode 4 Le Blues de l'assassin (Profile) d'E. W. Swackhamer : Lionel Jackson
- 1995 : SeaQuest, police des mers (SeaQuest DSV), saison 2, épisode 16 Solitude (Alone) : le professeur Bingham

Téléfilms
- 1984 : Terrible Joe Moran de Joseph Sargent : Pittsburgh Billy
- 1984 : House of Dies Drear d'Allan A. Goldstein : Pluto
- 1986 : Samaritan: The Mitch Snyder Story de Richard T. Heffron : le révérend
- 1987 : Colère en Louisiane (A Gathering of Old Men) de Volker Schlöndorff : Clatoo
- 1989 : Tarzan à New York (Tarzan in Manhattan) de Michael Schultz : Joseph